# Iván Nikoláevich Íshchenko
Iván Nikoláevich Íshchenko (en ucraniano: Іван Трохимович Єрьоменко; Pustovárivka, 5 de julio de 1891 - Kiev, 22 de noviembre de 1975) fue un cirujano, profesor y militar soviético ucraniano, miembro de la Academia de Ciencias de la República Socialista Soviética de Ucrania y general de División del Servicio Médico.

## Biografía
Bajo su supervisión, se elaboraron 25 tesis doctorales.
Durante la Segunda Guerra Mundial, Íshchenko fue cirujano jefe de los frentes del Suroeste, Stalingrado y del Don de 1941 a 1943. 
Tras la guerra, regresó al Instituto Médico de Kiev y dirigió el departamento de Cirugía General hasta 1955. Falleció el 22 de noviembre de 1975 y fue enterrado en el cementerio de Baikove. 